# Oxyteleia variipennis
Oxyteleia variipennis är en stekelart som först beskrevs av Jean-Jacques Kieffer 1916.  Oxyteleia variipennis ingår i släktet Oxyteleia och familjen Scelionidae. Inga underarter finns listade i Catalogue of Life.